# Shah-i-Zinda
Lo  Shah-i-Zinda (in uzbeco Shohizinda?; in persiano شاه زنده‎, significa "Il re vivente") è una necropoli nella parte nord-est di Samarcanda, in Uzbekistan.

## Storia
Il complesso Shah-i-Zinda comprende dei mausolei e altri edifici rituali dei secoli IX-XIV e XIX. Il nome Shah-i-Zinda ( significa "Il re vivente") ed è collegato con la leggenda che Kusam Ibn Abbas, il cugino del profeta Maometto sia stato sepolto lì. Come se fosse venuto a Samarcanda con l'invasione araba nel VII secolo a predicare l'Islam. Le leggende popolari narrano che egli, dopo essere stato decapitato per la sua fede, prese la propria testa e andò nel pozzo profondo (il Giardino del Paradiso), dove sta ancora vivendo.

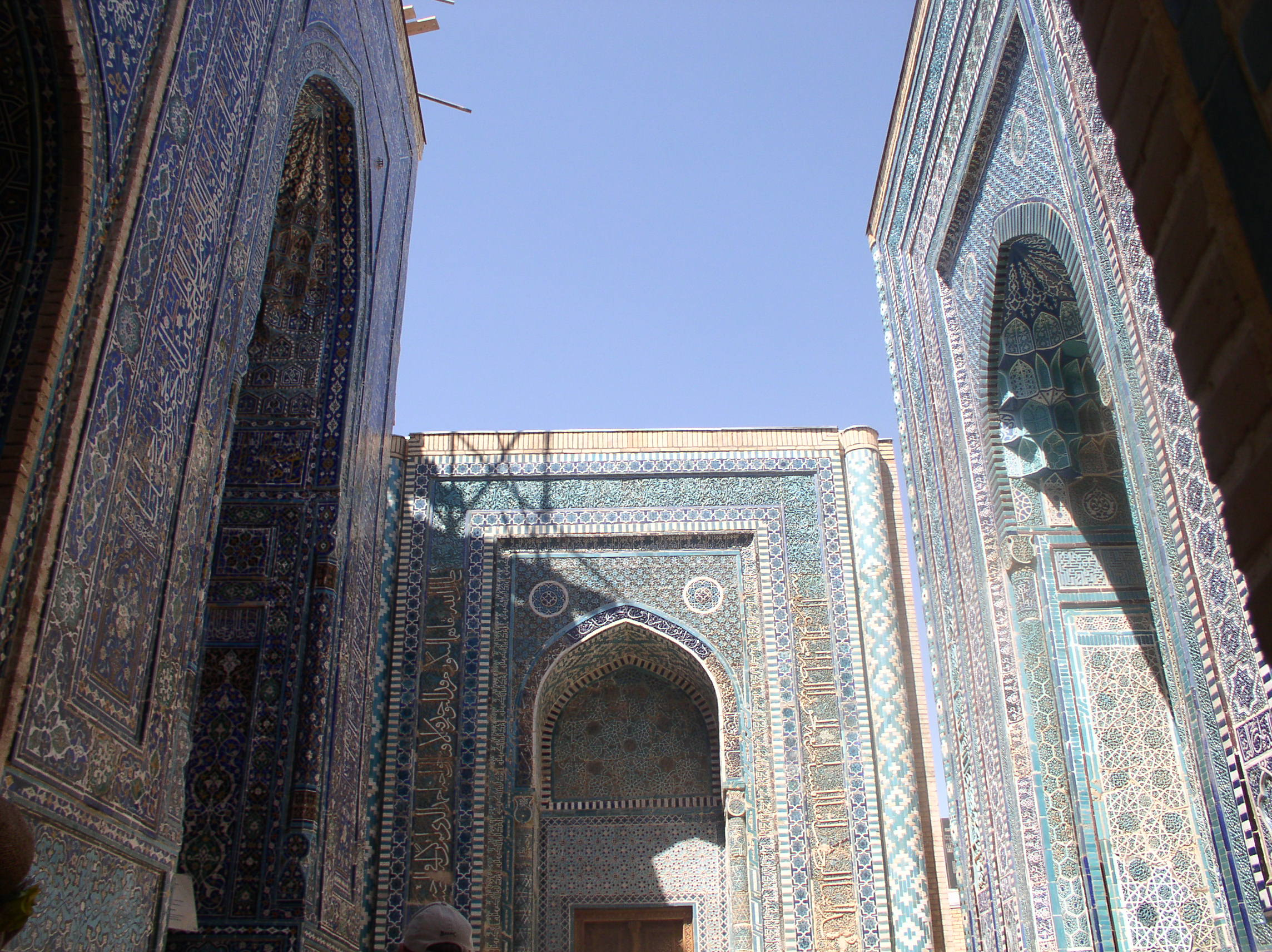
La parte superiore del mausoleo

Il complesso di Shah-i-Zinda si è formato in più di nove secoli (dal XI al XIX) e ora include più di venti edifici.

## Il complesso
L'ensemble è composto da tre gruppi di strutture: inferiore, medio e superiore collegate da quattro arcate di passaggi a cupola chiamati localmente chartak. I primi edifici risalgono ai secoli XI-XII. Principalmente le loro basi e le lapidi sono rimaste tuttora. La maggior parte risale ai secoli XIV-XV. Ricostruzioni dei secoli XVI-XIX non hanno cambiato la composizione e l'aspetto generale.
Il corpo principale iniziale - del complesso Kusam-ibn-Abbas - è situato nella parte nord-orientale del complesso. Si compone di diversi edifici. Il più antico di essi, è il mausoleo Kusam-ibn-Abbas e la moschea (XVI secolo).
Il gruppo superiore di edifici si compone di tre mausolei l'uno fronte all'altro. Il primo è il mausoleo Khodja-Akhmad (1340), che completa il passaggio da nord. Il Mausoleo del 1361, sulla destra, limita lo stesso passaggio da est.
Il gruppo centrale è costituito dai mausolei dell'ultimo quarto del XIV secolo - prima metà del XV secolo e si occupa dei nomi dei parenti di Timur, dell'aristocrazia militare e del clero. Sul lato occidentale del Mausoleo di Shadi Mulk Aga, la nipote di Tamerlano, spicca. In questo portale con cupola vi è una cripta costruita nel 1372. Di fronte si trova il Mausoleo di Shirin Bika Aga, la sorella di Timur.
Accanto al Mausoleo Shirin-Bika-Aga vi è il cosiddetto Ottaedro, una cripta insolita della prima metà del XV secolo.
Vicino alla scala vi sono degli edifici ben proporzionati nella parte più bassa. Si tratta di un mausoleo a doppia cupola di inizio del XV secolo. Questo mausoleo è dedicato a Kazi Zade Rumi, che è stato scienziato e astronomo. Pertanto il mausoleo a doppia cupola che è stato costruito da Ulugbek sopra la sua tomba nel 1434-35 ha un'altezza paragonabile alle cupole dei mausolei della famiglia reale.
Il cancello d'ingresso principale al complesso (Darvazakhana o il primo chartak) che svolta verso sud è stato costruito nel 1434-1435 sotto Ulugbek.

## Galleria d'immagini

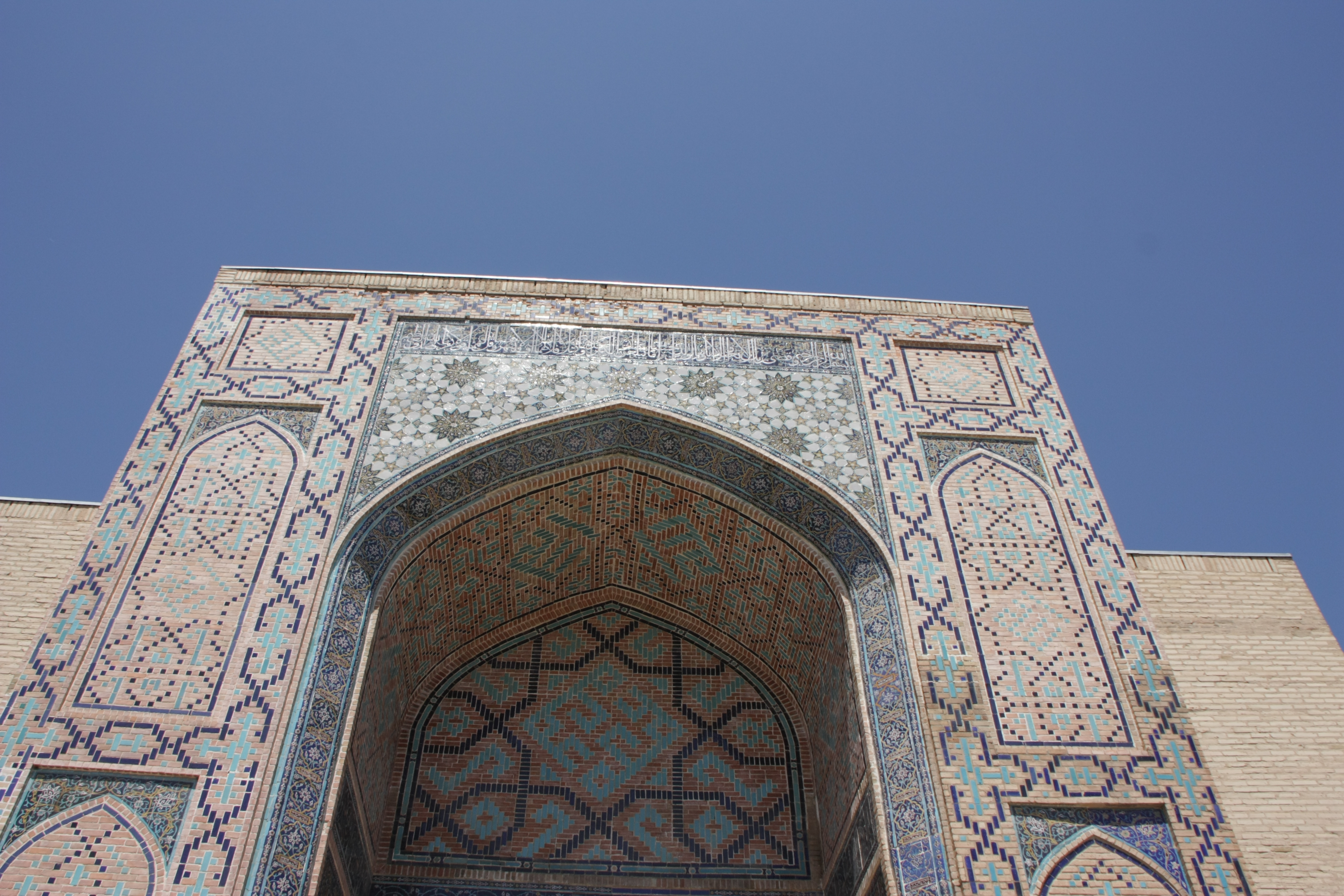
Moschea dello Shah-i-Zinda
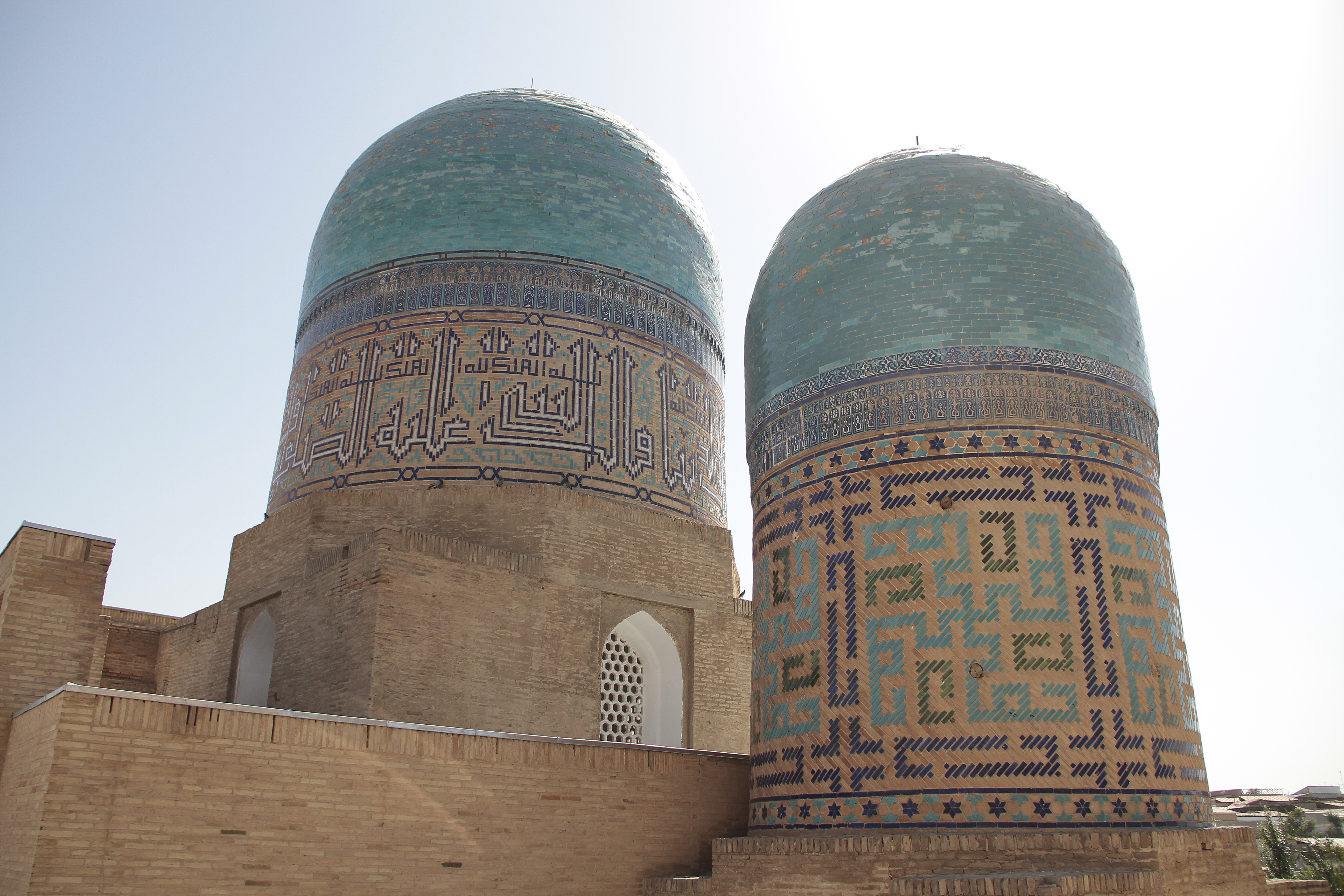
Moschea dello Shah-i-Zinda
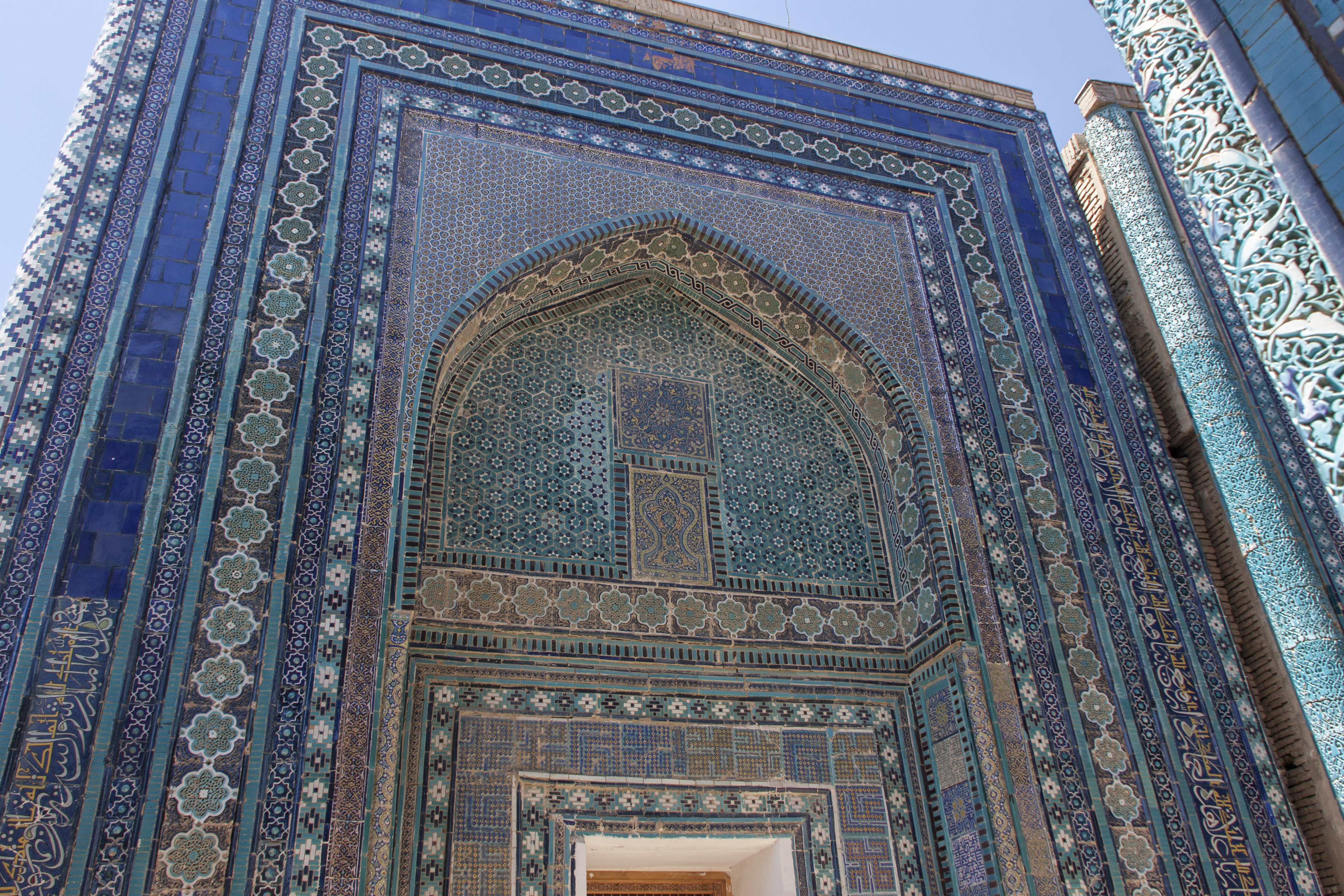
Mausoleo Amirzade
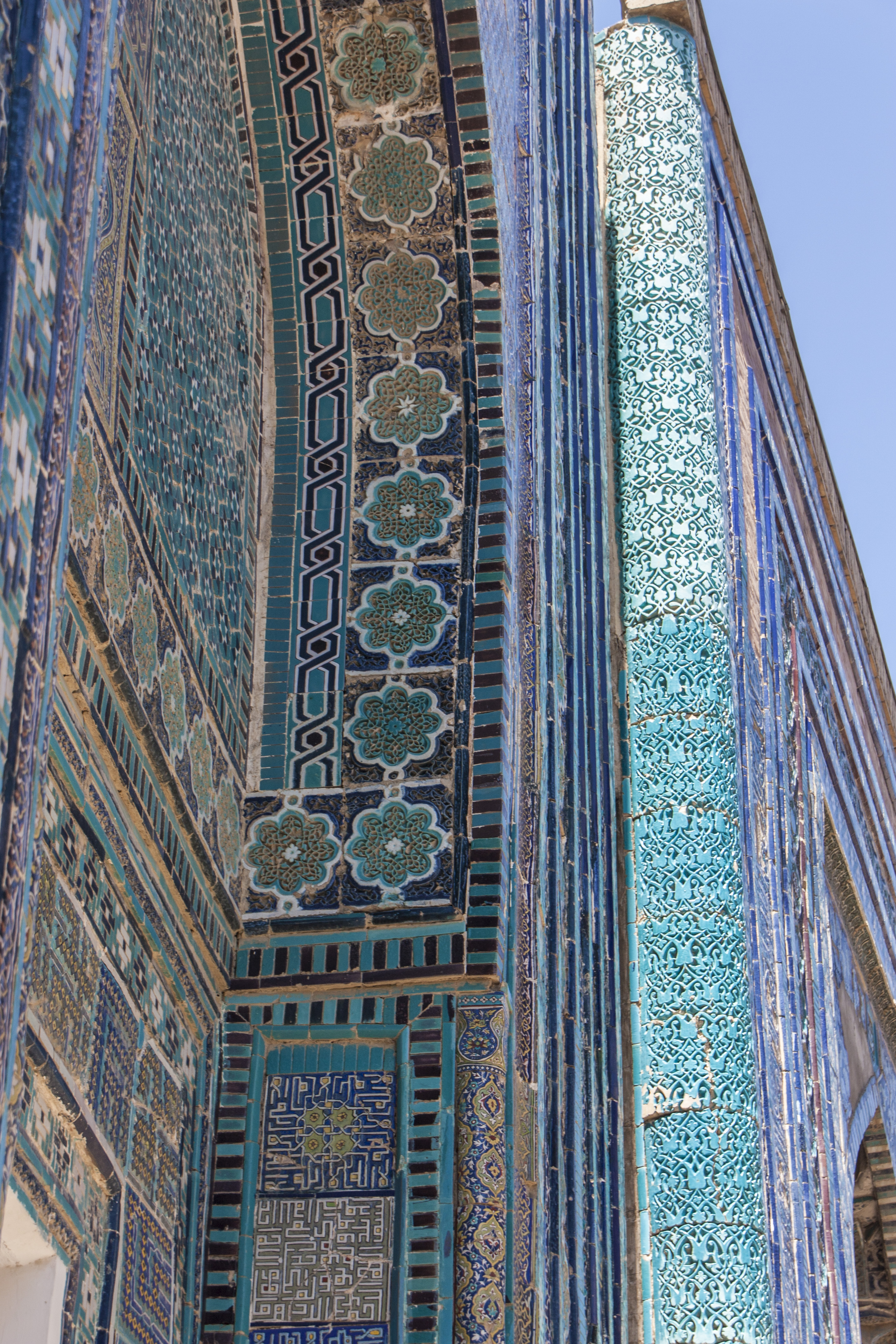
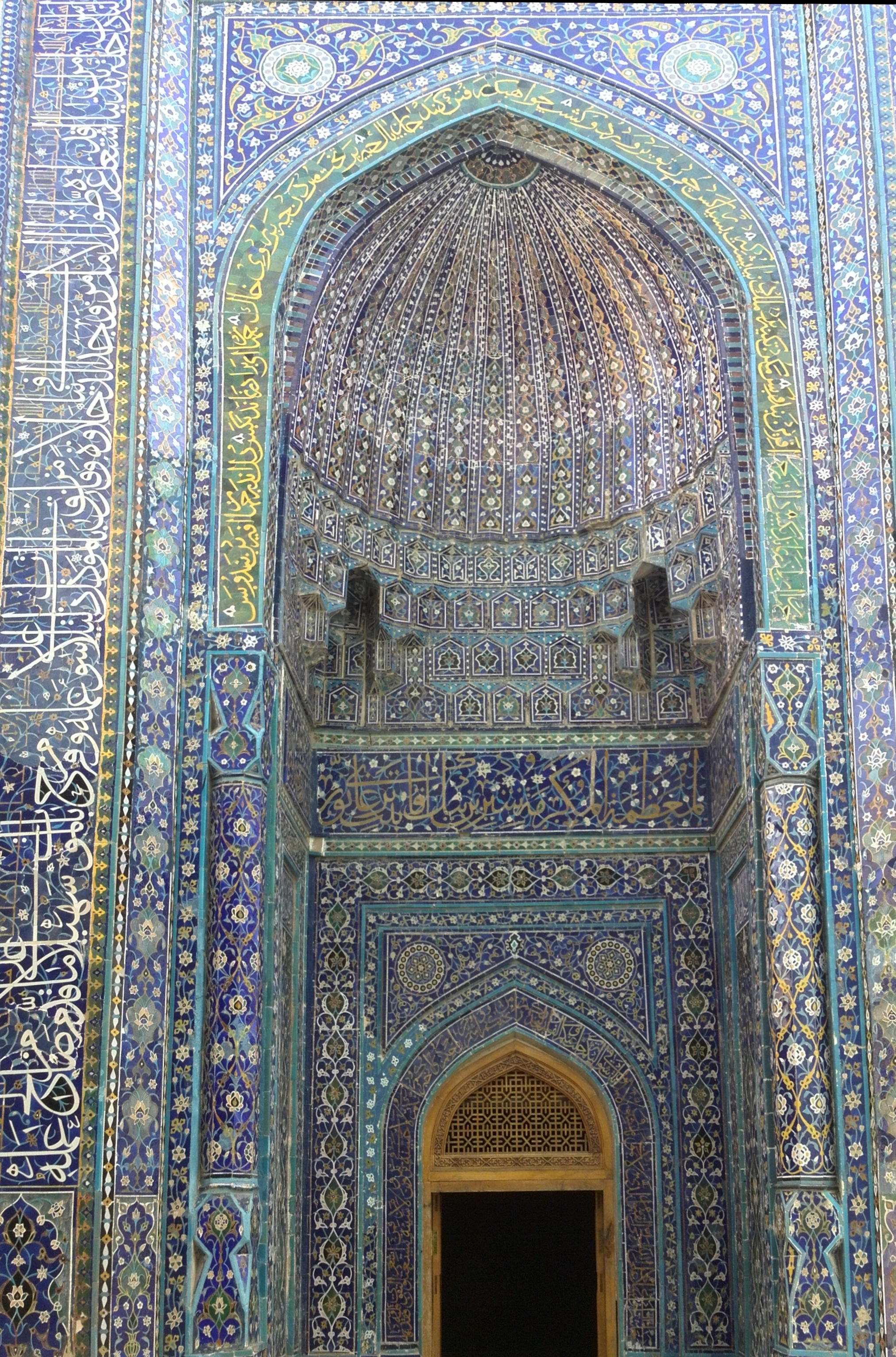
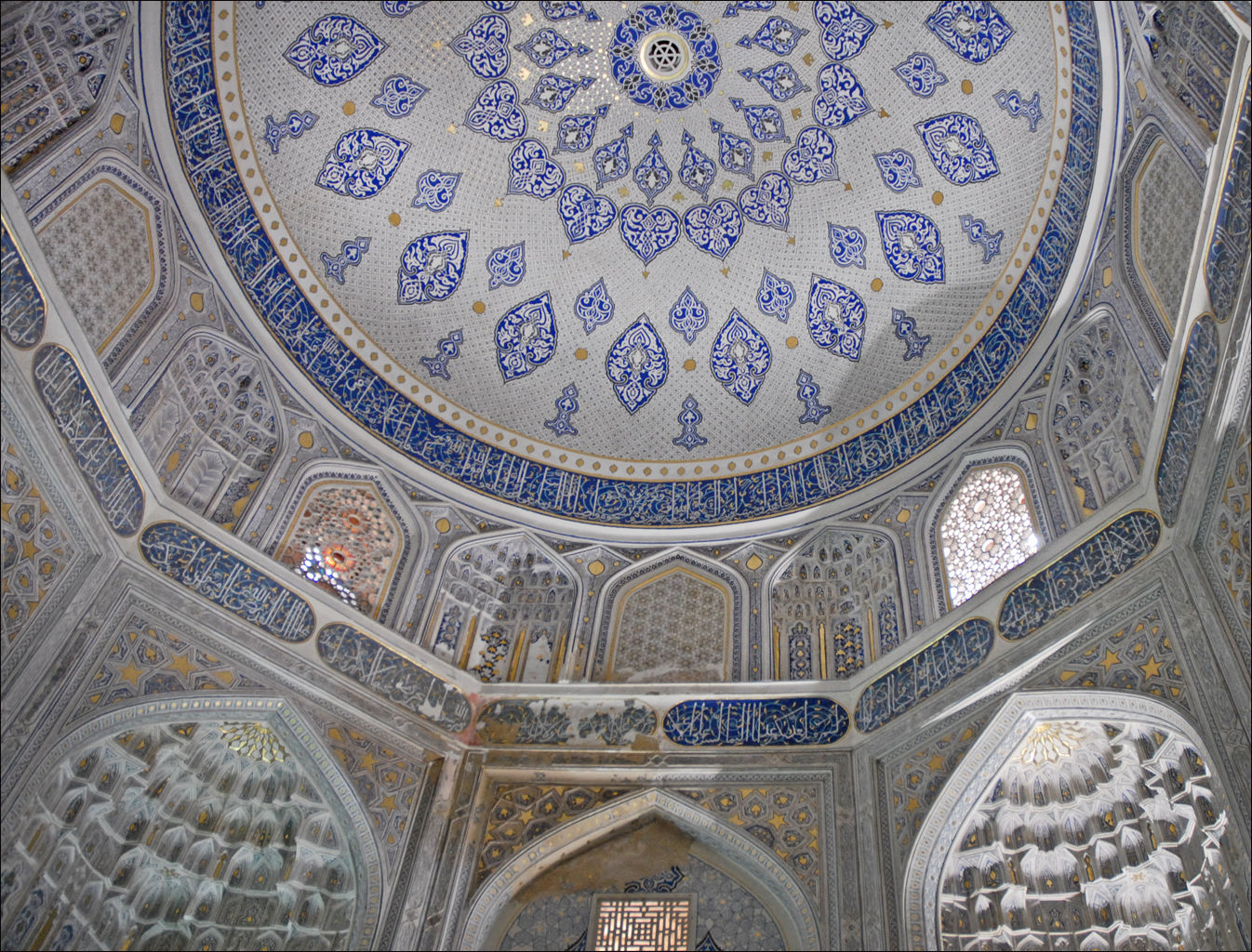
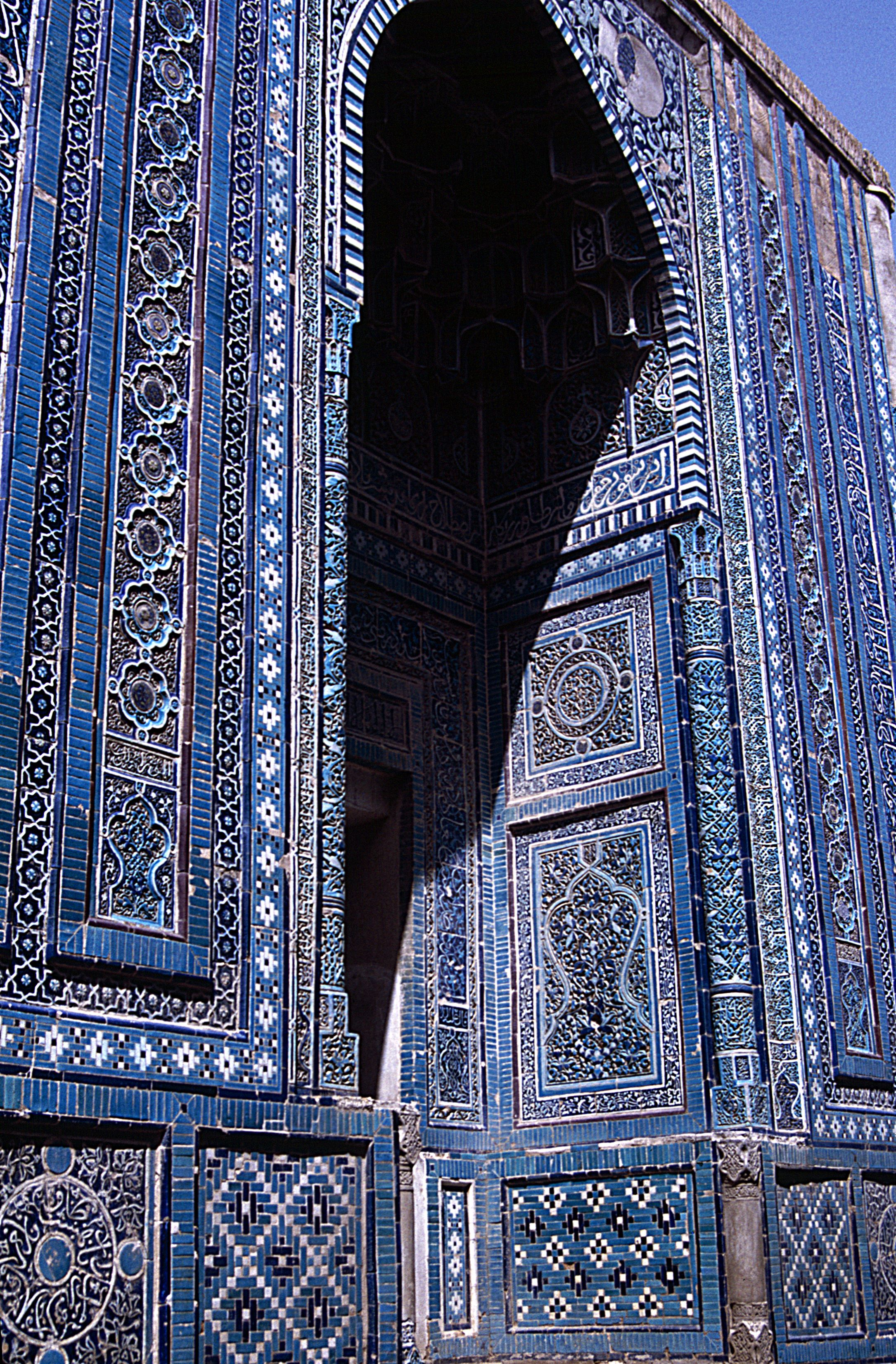
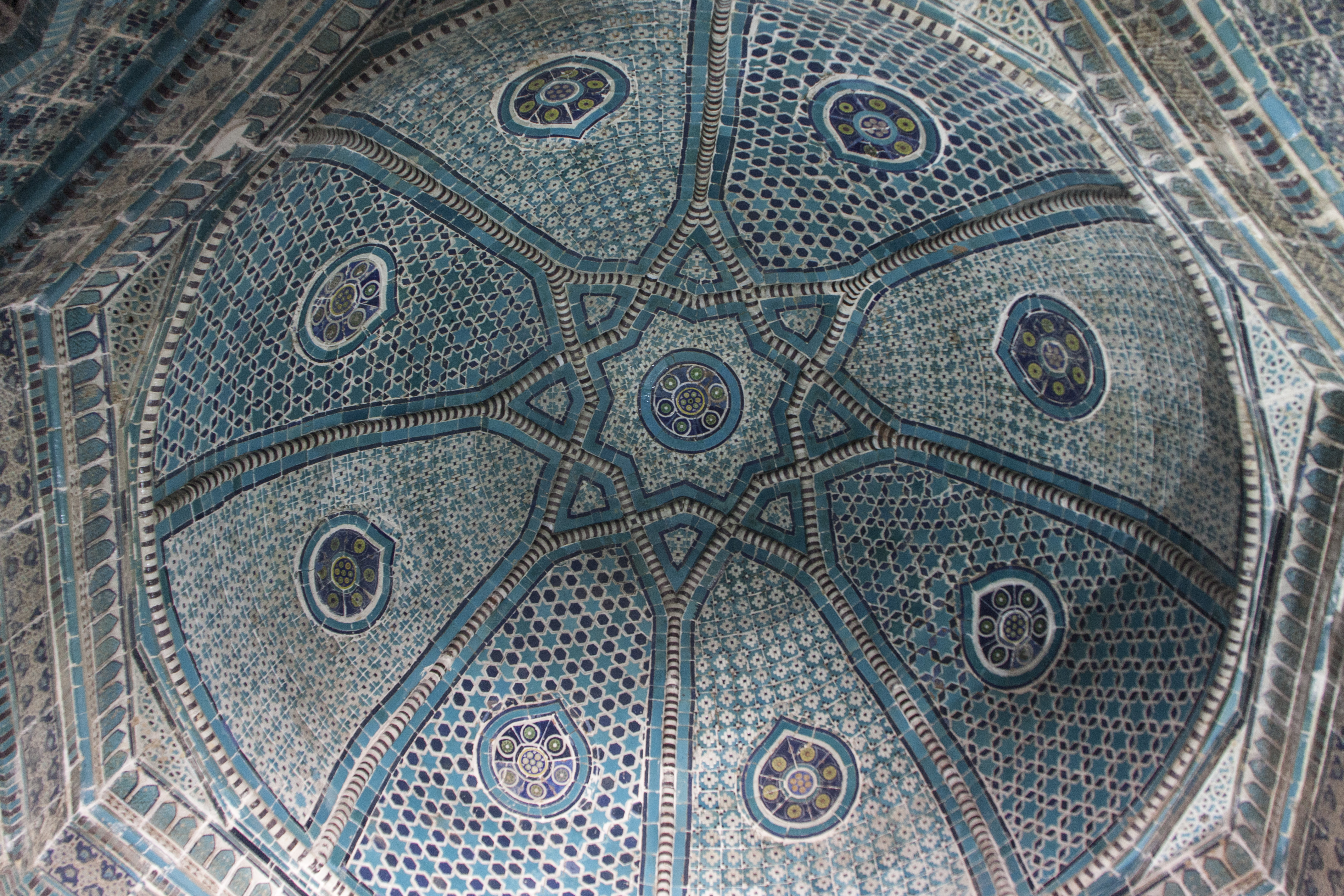
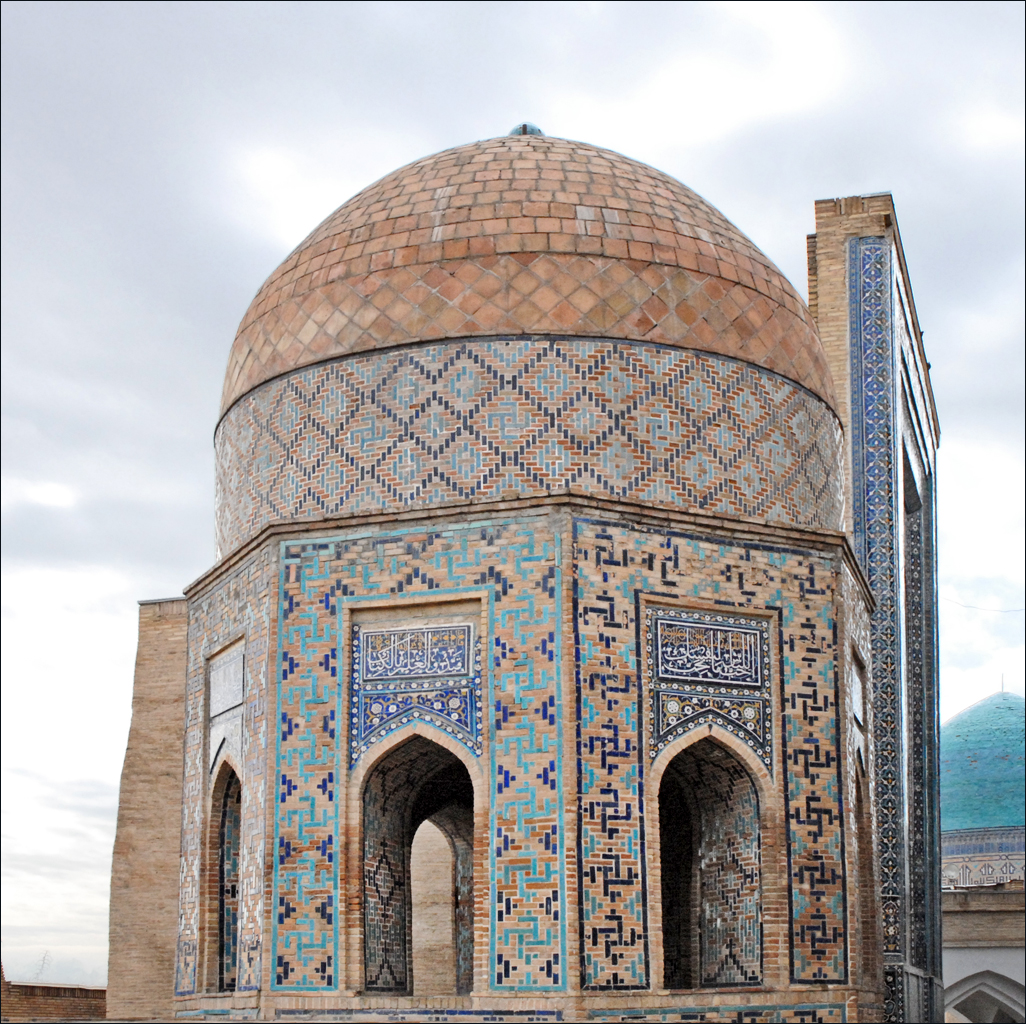
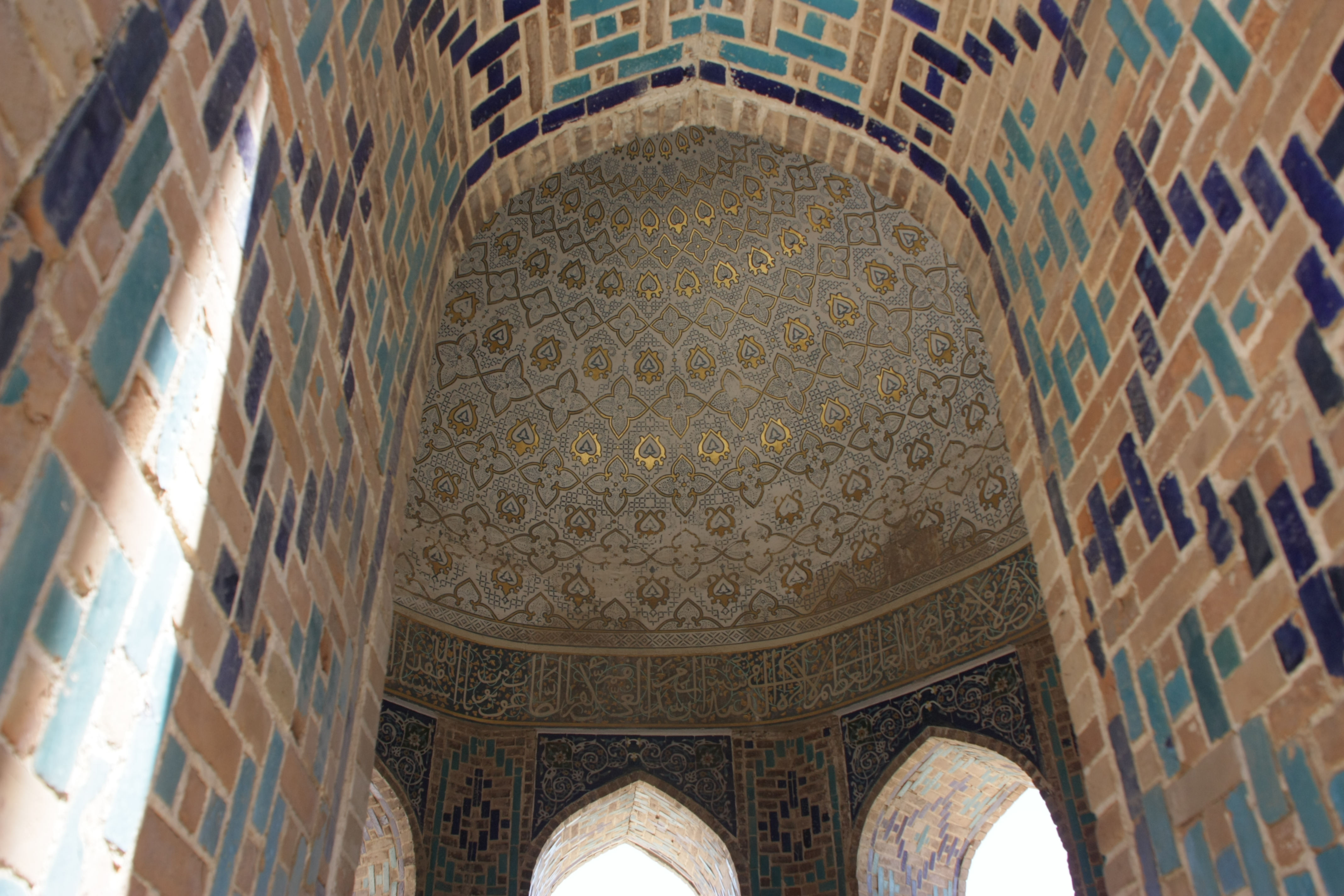
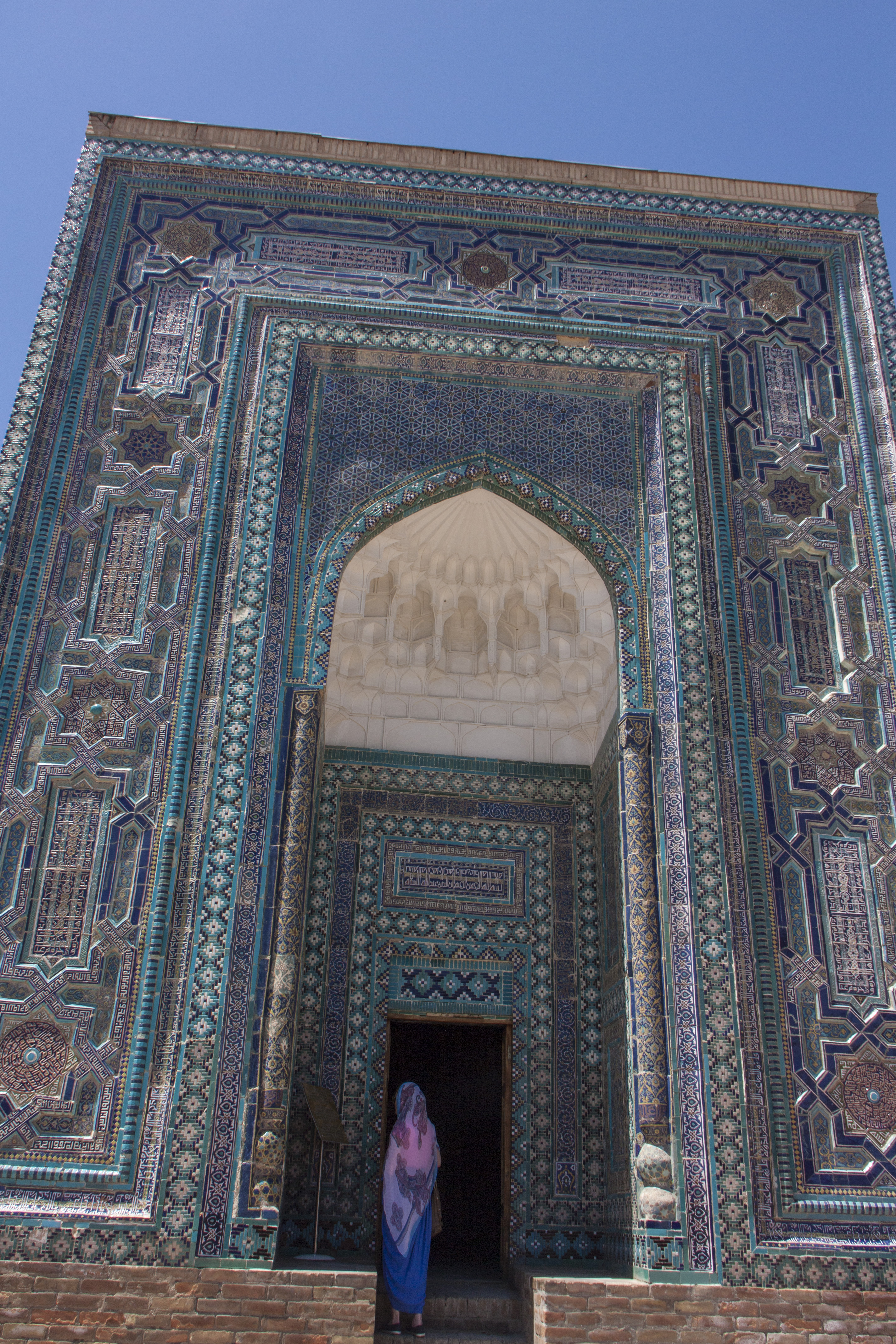
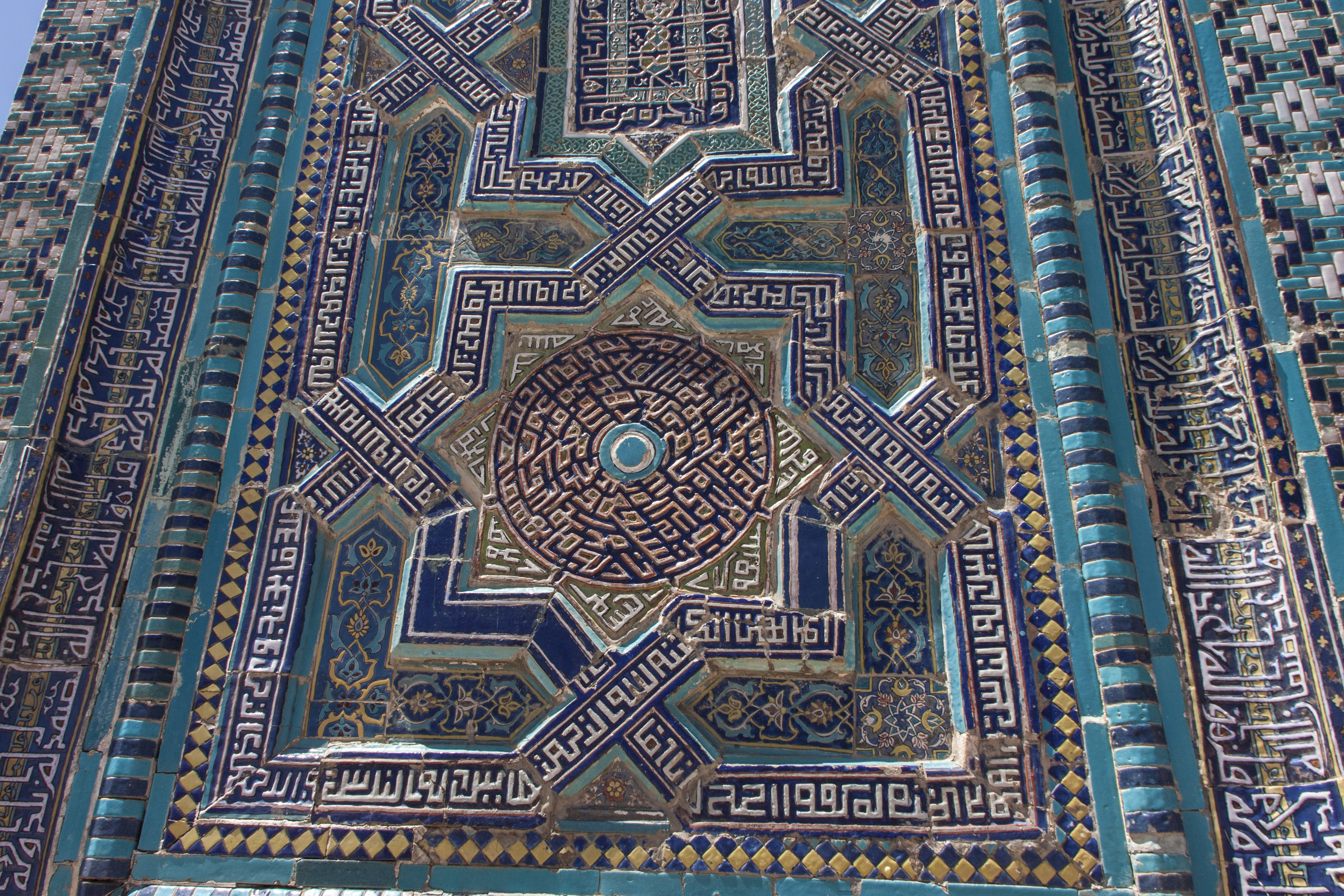